# Victor Plessier
Pour les articles homonymes, voir Plessier.
Victor Plessier est un homme politique français né le 13 mars 1813 à Dannemarie (Seine-et-Oise) et mort le 31 août 1886 à La Ferté-Gaucher (Seine-et-Marne).
Notaire, d'opinions républicaines, il est surveillé sous la Monarchie de Juillet et après le coup d’État du 2 décembre 1851. Il est contraint de vendre son étude en 1856. Il est conseiller général du canton de la Ferté-Gaucher en 1871 et député de Seine-et-Marne de 1876 à 1885, siégeant au groupe de la Gauche républicaine. Il est l'un des 363 qui refusent la confiance au gouvernement de Broglie, le 16 mai 1877.

## Sources
- « Victor Plessier », dans Adolphe Robert et Gaston Cougny, Dictionnaire des parlementaires français, Edgar Bourloton, 1889-1891 [détail de l’édition]